# Stdbool.h
<stdbool.h> est l'en-tête de la bibliothèque standard C consacré aux booléens. Il a été introduit avec la norme C99 et contient quatre macros. 
Les macros telles que définies dans l'IEEE Std 1003.1-2001 sont les suivantes :
- bool qui équivaut au mot-clé _Bool
- true qui équivaut à 1
- false qui équivaut à 0
- __bool_true_false_are_defined qui équivaut à 1

Les programmes utilisant ces macros peuvent redéfinir bool, true et false. Cette possibilité est en revanche considérée comme obsolète et devrait être retirée dans les versions à venir.
Le fichier d'en-tête est également disponible pour les programmes C++, mais il ne définit que la macro dépréciée __bool_true_false_are_defined car le standard fournit un véritable type booléen et garantit l'existence des mots clés bool, false et true correspondant respectivement au type et à ses deux valeurs valides.
La future version du standard du langage C, C23, prévoit de supprimer les macros bool, true et false en faveur de mots-clés du même nom et ayant la même sémantique qu'en C++, ainsi que de rendre obsolète la macro __bool_true_false_are_defined,.

## Sources
- (en) Cet article est partiellement ou en totalité issu de l’article de Wikipédia en anglais intitulé « stdbool.h » (voir la liste des auteurs).